# Daphne (planetoïde)
(41) Daphne is een grote planetoïde in de planetoïdengordel tussen de banen van de planeten Mars en Jupiter. Daphne heeft een diameter van ongeveer 174,0 km en voltooit in 4,60 jaar een omloop rond de zon. Haar baan is sterk ellipsvormig. De minimale afstand tot de zon tijdens een omloop is 2,014 AE, de maximale afstand 3,517 AE.

## Ontdekking en naam
Daphne werd op 22 mei 1856 ontdekt door de Duitse sterrenkundige Hermann Goldschmidt. Goldschmidt had eerder al vier planetoïden ontdekt, waaronder (40) Harmonia twee maanden eerder. Hij zou in totaal veertien planetoïden ontdekken.
Daphne is genoemd naar de nimf Daphne, die in een laurierboom veranderde om aan de god Apollo te ontkomen.

## Eigenschappen
Daphne wordt door spectraalanalyse ingedeeld bij de C-type planetoïden, wat betekent dat ze een relatief laag albedo heeft en een donker oppervlak. C-planetoïden zijn rijk in organische verbindingen. De rotatieperiode van de planetoïde is 5,988 uur. 